# Seznam jaderných nehod ve vojenství
Seznam jaderných nehod ve vojenství popisuje vojenské nehody s jaderným materiálem. Nehody, které se týkají mírového využití jaderné energie, jsou uvedeny v článku Seznam jaderných havárií. Obecné pojednání o jaderných haváriích je pak uvedeno v článku Jaderná havárie.
Z článku je patrné, že zejména v 50. a 60. letech 20. století docházelo v USA poměrně často k pádu letadel s jadernými zbraněmi na palubě. Ve zbraních však většinou nebyl štěpný materiál, proto jsou tyto události v článku popsány jen poznámkou „Pád letadla“. V SSSR nebyl pád letadla s těmito zbraněmi zaznamenán. To může být způsobeno tím, že pro sovětské letectvo nebylo létání s jadernými zbraněmi tak běžné nebo jsou tyto nehody stále utajené. Na druhou stranu jsou známy jen dvě nehody amerických ponorek v souvislosti s vojenským využitím jaderné energie, kdežto v Sovětském svazu bylo těchto nehod vícero. Mezi nejzávažnější události, které se staly ve spojení s nemírovým využíváním jaderné energie, patří Kyštymská havárie, jenž byla dle Mezinárodní stupnice jaderných událostí hodnocena stupněm INES 6, a havárie v komplexu Windscale z roku 1957 hodnocená stupněm INES 5.
Pro zařazení nehody do tohoto článku musí jednotlivé události splňovat tato kritéria:
- Musí existovat materiály dokládající, že při události došlo k významnému poškození zdraví, majetku nebo úniku radioaktivních látek.
- Událost musí přímo souviset s jaderným materiálem.
- Jaderné zařízení nebo jaderný materiál musí být určeny k využití především pro vojenské účely.
- Nehoda je neúmyslná (na rozdíl od plánovaného testu jaderných zbraní).

## 1940–1949
| Datum       | Místo                                                        | Typ                | Popis |
| ----------- | ------------------------------------------------------------ | ------------------ | --- |
| 23. 6. 1942 | Lipsko, Německo                                              | Požár              | Při kontrole reaktoru L-IV pro podezření na možný únik těžké vody, došlo ke vniknutí vzduchu a zapálení uranového prášku. Tím došlo k varu vody a zvýšení tlaku uvnitř reaktoru, což vedlo k rozptýlení uranového prášku po celé laboratoři a zapříčinilo větší požár. |
| 21. 8. 1945 | Los Alamos National Laboratory, Los Alamos, Nové Mexiko, USA | Náhodná kritičnost | Harry Daghlian se pokoušel sestavit neutronový reflektor z cihel karbidu wolframu kolem plutoniové koule. Během experimentu jednu z cihel shodil na plutonium, čímž nechtěně vytvořil kritické množství. Cihlu rychle odstranil, ale byl přitom smrtelně ozářen a zemřel 15. září 1945. |
| 21. 5. 1946 | Los Alamos National Laboratory, Los Alamos, Nové Mexiko, USA | Náhodná kritičnost | Kanadský fyzik Louis Slotin chtěl návštěvě fyziků v Los Alamos předvést ruční sestavení kritického množství plutonia. Při tomto pokusu mu uklouzl šroubovák, což vedlo k vytvoření kritického množství. Odhaduje se, že Slotin obdržel dávku 10 Gy. Zemřel 30. května 1946. Ostatní účastníci tento experiment přežili. Slotin pracoval se stejnou plutoniovou koulí jako Daghlian. Ta se stala známá jako demon core. Později byla roztavena a zkombinována s materiálem, který byl použit na výrobu jaderných zbraní. |

## 1950–1959
| Datum           | Místo                                            | Typ                              | Popis |
| --------------- | ------------------------------------------------ | -------------------------------- | --- |
| 13. 2. 1950     | Britská Kolumbie, Kanada                         | Nejaderná detonace atomové bomby | Pád letadla |
| 11. 4. 1950     | Albuquerque, Nové Mexiko, USA                    | Ztráta jaderné zbraně            | Pád letadla. Zbraně byly později nalezeny. |
| 13. 7. 1950     | Lebanon, Ohio, USA                               | Nejaderná detonace               | Pád letadla |
| 5. 8. 1950      | Základna Fairfield-Suisun, Kalifornie, USA       | Nejaderná detonace               | Pád letadla |
| 10. 11. 1950    | Rivière-du-Loup, Québec, Kanada                  | Nejaderná detonace               | Pád letadla |
| 1. 5. 1954      | Atol Bikini, Marshallovy ostrovy                 | Nehoda při jaderném testu        | Viz Castle Bravo. Nesprávný výpočet při návrhu jaderné zbraně vedl k tomu, že výbuch byl násobně větší, než se původně předpokládalo. To a neočekávaná změna směru větru způsobily, že se radioaktivní spad rozšířil na obydlené atoly Rongelap a Rongerik, což vyvolalo mezinárodní odpor proti atmosférickým termonukleárním testům. |
| 29. 11. 1955    | Idaho, USA                                       | Částečné tavení aktivní zóny     | Chyba operátora vedla k částečnému tavení aktivní zóny experimentálního množivého reaktoru EBR-1, což vedlo k rozšíření radioaktivity uvnitř zařízení a vyžádalo si rozsáhlou opravu. |
| 10. 3. 1956     | Středozemní moře                                 | Ztráta jaderné zbraně            | Pád letadla |
| 27. 7. 1956     | Suffolk, Velká Británie                          | Zničení jaderných zbraní         | Pád letadla |
| 22. 5. 1957     | Kirtland, Nové Mexiko, USA                       | Nejaderná detonace               | Pád letadla |
| 28. 7. 1957     | Atlantský oceán                                  | Ztráta jaderných zbraní          | Pád letadla |
| 11. 9. 1957     | Rocky Flats Plant, Colorado, USA                 | Požár                            | Požár vznikl v rukavicovém boxu, který sloužil pro manipulaci s radioaktivními materiály. Došlo k zapálení gumových rukavic a plexisklových oken boxu a oheň se rychle rozšířil na plutonium. Poté se rozšířil ventilačním systémem do životního prostředí. Uhašen byl až po 13 hodinách. Rozsah nehody ani radiační ohrožení nebylo místním úřadům roky přiznáno. Skupina vědců po 13 letech od nehody zjistila, že v oblasti je kontaminace plutoniem 400–1500× vyšší než obvyklá hodnota. Další studie pak potvrdila kontaminaci plutoniem ve vzdálenosti až 48 km od zařízení. |
| 29. 9. 1957     | Ozjorsk, Čeljabinská oblast, Ruská federace      | Výbuch                           | Viz Kyštymská katastrofa. Došlo k selhání chlazení jedné z nádrží, v které byl skladován radioaktivní odpad. To vedlo ke zvyšování teploty, což vyústilo v explozi a úniku radioaktivních materiálů. Havárie způsobila vysokou kontaminaci životního prostředí. |
| 8.–12. 10. 1957 | Sellafield, Cumbria, Velká Británie              | Požár reaktoru                   | Nehoda je známá také pod názvem Windscale. Při procesu žíhání pracovníci omylem přehřáli grafitové části reaktoru. Přebytečné teplo vedlo k porušení palivové tyče, což umožnilo uranu a grafitu reagovat se vzduchem. Oheň hořel několik dní a poškodil významnou část aktivní zóny reaktoru. V důsledku požáru unikly do životního prostředí radioaktivní plyny, zejména pak jód 131. V důsledku havárie bylo v oblasti 520 km2 okolo zařízení několik týdnů zakázaná distribuce mléka, ale nedošlo při ní k žádnému přímému úmrtí.                                              |
| 11. 10. 1957    | Letecká základna Homestead, Florida              | Požár                            | Pád letadla |
| 31. 1. 1958     | Maroko                                           | Požár                            | Pád letadla |
| 5. 2. 1958      | Savannah, Georgia, USA                           | Ztráta jaderných zbraní          | Pád letadla |
| 28. 2. 1958     | Základna Greenham Common, Newbury, Anglie        | Požár                            | Pád letadla |
| 11. 3. 1958     | Mars Bluff, Jižní Karolína, USA                  | Nejaderná detonace               | Pád letadla |
| 16. 6. 1958     | Oak Ridge, Tennessee, USA                        | Náhodná kritičnost               | V jednom ze zařízení se začal shromažďovat vysoce obohacený dusičnan uranylu, což způsobilo kritičnost na okamžitých neutronech. V době nehody bylo v blízkosti tohoto zařízení osm zaměstnanců. Obdržené radiační dávky byly v rozmezí od 30 do 477 REM a nebyly hlášeny žádné úmrtí v souvislosti s touto událostí. |
| 4. 11. 1958     | Dyessova letecká základna, Texas, USA            | Nejaderná detonace               | Pád letadla |
| 26. 11. 1958    | Základna Chennault, Louisiana, USA               | Nejaderná detonace               | Pád letadla |
| 30. 12. 1958    | Los Alamos National Laboratory, Nové Mexiko, USA | Náhodná kritičnost               | Během purifikace došlo omylem k nahromadění kritického množství roztoku plutonia. Díky této události zemřel na akutní nemoc z ozáření jeden pracovník. |
| 18. 1. 1959     | Tichý oceán                                      | Požár                            | Pád letadla |
| 6. 7. 1959      | Barksdaleova letecká základna, Louisiana, USA    | Nejaderná detonace               | Pád letadla |
| 25. 9. 1959     | Whidbeyho ostrov, Washington, USA                | Ztráta jaderné zbraně            | Pád letadla |
| 15. 10. 1959    | Hardinsburg, Kentucky, USA                       | Poničení jaderné zbraně          | Pád letadla |
| 20. 11. 1959    | Oak Ridge, Tennessee, USA                        | Chemická exploze                 | Během dekontaminace strojů v radiochemickém závodě v Oak Ridge National Laboratory došlo k chemické explozi. Nehoda vyústila v uvolnění asi 15 gramů 239Pu. |

## 1960–1969
| Datum        | Místo                                            | Typ                               | Popis |
| ------------ | ------------------------------------------------ | --------------------------------- | --- |
| 7. 6. 1960   | New Egypt, New Jersey, USA                       | Zničení jaderné zbraně            | Exploze nádrže s héliem způsobila prasknutí a následný požár palivové nádrže rakety BOMARC-A. Požár zničil jadernou hlavici rakety a došlo ke kontaminaci blízkého okolí. |
| 13. 10. 1960 | Barentsovo moře, Severní ledový oceán            | Uvolnění radioaktivních materiálů | Během plavby k severnímu pólu došlo na sovětské ponorce K-8 k poruše na jednom z jaderných reaktorů. Porušení potrubí chladicího okruhu, vedlo k úniku chladiva a radioaktivních plynů. |
| 3. 1. 1961   | Idaho National Laboratory, Idaho, USA            | Náhodná kritičnost                | Viz SL-1. Při ruční manipulaci s řídícími tyčemi reaktoru omylem došlo k dosažení nadkritického stavu. Skokové zvýšení výkonu způsobilo okamžité vypaření chladicí vody a parní výbuch. Došlo k částečnému roztavení jádra a uvolnění cca 41 TBq. Všichni 3 přímí účastníci zahynuli.                |
| 24. 1. 1961  | Goldsboro, Severní Karolína                      | Zničení jaderné zbraně            | Pád letadla |
| 14. 3. 1961  | Yuba City, Kalifornie                            | Poškození jaderných zbraní        | Pád letadla |
| 4. 7. 1961   | Pobřeží Norska                                   | Tavení aktivní zóny               | Viz K-19. Porucha chladicího systému reaktoru způsobila zvýšení teploty aktivní zóny na 800 °C, což vedlo k tavení palivových tyčí. Posádka nakonec dokázala obnovit chlazení reaktoru. Při havárii však došlo k úniku radioaktivních látek a úmrtí několika lidí.                                   |
| 1. 5. 1962   | Sahara, Alžírsko                                 | Nehoda při jaderném testu         | Při provádění francouzského podzemního testu jaderných zbraní pod horou Taourirt došlo následkem výbuchu k proražení betonového uzávěru a úniku radioaktivního materiálu do atmosféry. Atomový hřib se vyšplhal do výšky 2600 m a zvýšená aktivita byla naměřena stovky kilometrů daleko.            |
| 22. 5. 1962  | Chico, Kalifornie, USA                           | Nejaderná exploze                 | Výbuch způsobený nahromaděním kyslíku při inspekci sila s mezikontinentální balistickou zbraní Titan I. Při výbuchu nikdo nezemřel, ale došlo k těžkému poškození sila. |
| 10. 4. 1963  | Záliv Cape Cod, Massachusetts                    | Potopení plavidla                 | Nehoda se stala na ponorce USS Thresher 350 km východně od Cape Cod v Massachusetts. Kvůli vadným svarům na ponorce došlo k odstavení jaderného reaktoru a ztrátě pohonu. Špatná konstrukce systému nouzového vynoření pak zabránila posádce tento manévr provést. Zemřelo všech 129 mužů na palubě. |
| 13. 1. 1963  | Pensylvánie, USA                                 | Ztráta jaderných zbraní           | Pád letadla. Zbraně byly později nalezeny. |
| 5. 12. 1964  | Ellsworthova letecká základna, Jižní Dakota, USA | Oddělení jaderné hlavice          | Jaderná hlavice se v důsledku elektrického zkratu oddělila od odpalovací trubice a spadla na její dno. |
| 8. 12. 1964  | Základna Bunker Hill, Indiana, USA               | Nejaderná exploze                 | Pád letadla |
| 11. 10. 1965 | Rocky Flats Plant, Golden, Colorado, USA         | Požár                             | Požár v zařízení na výrobu jaderných zbraní způsobil ozáření 25 osob. |
| 5. 12. 1965  | Poblíž Rjúkjú                                    | Ztráta jaderné zbraně             | Pád letadla z paluby letadlové lodi při cvičných manipulacích. |
| 17. 1. 1966  | Palomares, Španělsko                             | Nejaderná exploze                 | Pád letadla |
| 21. 1. 1968  | Grónsko                                          | Nejaderná exploze                 | Pád letadla |
| 22. 5. 1968  | Poblíž Azorských ostrovů                         | Potopení plavidla                 | K nehodě došlo 740 km jihozápadně od Azorských ostrovů. Z dosud neznámých důvodů došlo k potopení ponorky USS Scorpion. Zemřelo všech 99 členů posádky. Vrak plavidla s jaderným reaktorem a dvěma jadernými hlavicemi zůstává stále 3000 m pod vodou.                                               |
| 24. 5. 1968  | Barentsovo moře, Severní ledový oceán            | Poškození aktivní zóny            | Během námořního cvičení bylo zjištěno poškození chladicích systémů reaktoru na ponorce K-27. Došlo k úniku radioaktivních plynů a poškozeno bylo asi 20% aktivní zóny. Ponorka byla v roce 1982 potopena.                                                                                            |
| 27. 8. 1968  | Severodvinsk, Rusko                              | Náhodná kritičnost                | Při opravách ponorky K-140 došlo k přílišnému vytažení řídicích tyčí reaktoru, což způsobilo nárůst výkonu na 18násobek nominální hodnoty a zvýšení kontaminace na palubě plavidla. Nehodu způsobila chyba při instalaci kabelů řídicích tyčí.                                                       |
| 11. 3. 1969  | Rocky Flats Plant, Golden, Colorado, US          | Požár                             | Při nehodě došlo k požáru 5 kg plutonia v rukavicovém boxu. Dekontaminace trvala dva roky a jednalo se v té době o nejnákladnější průmyslovou havárii, která se kdy ve Spojených státech stala. |

## 1970–1979
| Datum        | Místo                           | Typ                       | Popis |
| ------------ | ------------------------------- | ------------------------- | --- |
| 12. 3. 1970  | Biskajský záliv                 | Potopení plavidla         | Na sovětské ponorce na jaderný pohon K-8 došlo k požáru současně ve dvou oddílech, což vedlo k jejímu potopení. |
| 18. 12. 1970 | Nevadská testovací střelnice    | Nehoda při jaderném testu | Jaderná zbraň byla dle plánu odpálena 270 m pod zemským povrchem. Energie výbuchu způsobila prasknutí horniny, což vedlo k úniku 6,7 MCi radioaktivního materiálu.                                                             |
| 12. 12. 1971 | New London, Connecticut, USA    | Únik radioaktivních látek | Během přečerpávání chladicí vody z ponorky USS Dace do její mateřské lodi USS Fulton došlo k úniku 2000 l kontaminované vody do řeky Temže v USA.                                                                              |
| 12. 1972     | Pawling, New York, USA          | Požár                     | Požár a dva výbuchy v zařízení na zpracování plutonia vedli ke kontaminaci areálu zařízení a jeho trvalému odstavení. |
| 1975         | Neznámé                         | Únik radioaktivních látek | Při vypouštění radioaktivní pryskyřice do atmosféry navál vítr tuto pryskyřici zpět na ponorku USS Guardfish. Pryskyřice byla na jaderných ponorkách používána k odstranění štěpných a korozních produktů z chladicího okruhu. |
| 10. 1975     | Apra Harbor, Guam               | Únik radioaktivních látek | Při nehodě došlo k vypuštění radioaktivní vody z lodi USS Proteus. Měření na veřejných plážích v přístavu ukázalo 50násobné překročení limitů (100 mrem).                                                                      |
| 8. 1976      | Benton County, Washington, USA  | Exploze                   | Výbuch v závodě na zpracování plutonia rozbil olověné sklo o tloušťce 7,5 cm. Pracovník závodu inhaloval 500násobek povolené dávky 241Am. Zemřel přirozenou smrtí v roce 1987 ve věku 75 let.                                  |
| 1977         | Pobřeží Kamčatky                | Ztráta jaderné zbraně     | Ze sovětské ponorky K-171 byla omylem uvolněna jaderná hlavice. Při pátrání byla nalezena. |
| 24. 1. 1978  | Severozápadní teritoria, Kanada | Únik radioaktivních látek | Pravděpodobně po střetu s cizím tělesem se na Kanadu zřítila sovětská špionážní družice s jaderným reaktorem Kosmos 954. |
| 22. 5. 1978  | Pugetův záliv, Washington, USA  | Únik radioaktivních látek | Chyba posádky ponorky USS Puffer vedla k otevření ventilu a úniku 2000 l radioaktivní vody. |

## 1980–1989
| Datum               | Místo                                    | Typ                       | Popis |
| ------------------- | ---------------------------------------- | ------------------------- | --- |
| 18. 9. 1980         | Letecká základna Little Rock, Arkansas   | Nejaderná exploze         | Při údržbě v odpalovacím silu mezikontinentální rakety s jadernou hlavicí Titan-II došlo k pádu 4 kg nástrčné hlavice z ráčny, což poškodilo nádrž prvního stupně rakety a došlo k úniku Aerozinu-50. Ten explodoval při pokusu o zapnutí odvětrávacího ventilátoru. Jaderná hlavice byla nalezena 30 m od vstupní brány do komplexu. Bezpečnostní prvky zafungovaly správně a nedošlo k jejímu výbuchu.                                 |
| 1. 1982 až 12. 1989 | poloostrov Kola, Rusko                   | Únik radioaktivních látek | Netěsnost bazénu s vysoce radioaktivním materiálem způsobila únik 700 000 tun radioaktivní vody do zálivu Andrejeva. Během oprav a demontáži bazénu došlo k dalším nehodám. Jeden z pracovníků do tohoto bazénu spadl. Zachránil ho jeho kolega, který pro něj do bazénu skočil. Také se při překládání sudů s jaderným materiálem omylem podařilo dosáhnout nadkritického množství.                                                     |
| 8. 8. 1982          | Barentsovo moře                          | Únik radioaktivních látek | Během plavby ponorky K-123 v Barentsově moři došlo díky netěsnosti na parogenerátoru k úniku přibližně 2 tun chladicí kovové slitiny. Oprava ponorky trvala devět let. |
| 3. 1. 1983          | Atlantský oceán                          | Únik radioaktivních látek | Sovětský jaderný špionážní satelit Kosmos 1402 shořel nad jižním Atlantikem. |
| 10. 8. 1985         | Záliv Čažma, Vladivostok                 | Náhodná kritičnost        | Po výměně paliva jednoho z reaktorů ponorky K-431 bylo na reaktor nasazeno víko reaktoru a namontovány řídicí tyče. Bylo zjištěno, že víko reaktoru bylo namontováno nesprávně, proto mělo dojít k jeho nadzdvihnutí a opětovné montáži. Při této manipulaci však bylo víko s řídicími tyčemi zvednuto příliš a reaktor se stal kritický na okamžitých neutronech a následně došlo k parní explozi. Při nehodě zemřelo 10 členů posádky. |
| 1986                | Hanford Site, Washington, USA            | Únik radioaktivních látek | Vláda USA odtajnila 19 000 stránek dokumentů, z nichž vyplývá, že v letech 1946 až 1986 bylo v Hanfordu vypuštěno tisíce litrů radioaktivních kapalin. Lidé žijící v postižené oblasti obdrželi nízké dávky záření z 131I. |
| 3. 10. 1986         | Atlantský oceán                          | Potopení plavidla         | Na sovětské ponorce K-219 došlo k výbuchu rakety v jedné z odpalovacích trubic. O dva dny později se potopila. Na palubě byly dva jaderné reaktory a 32 nebo 48 jaderných hlavic. |
| 10. 1988            | Rocky Flats Plant, Golden, Colorado, USA | Únik radioaktivních látek | Při incidentu došlo ke vdechnutí radioaktivních částic třemi lidmi díky porušení předpisů. |

## 1990–1999
| Datum | Místo   | Typ                 | Popis |
| ----- | ------- | ------------------- | --- |
| 1997  | Georgie | Radiologická nehoda | U několika vojáků se objevily radiační popáleniny. Při vyšetřování se zjistilo, že je způsobily zapomenuté výcvikové zdroje ionizujícího záření. |

## 2000–2009
| Datum   | Místo                     | Typ   | Popis |
| ------- | ------------------------- | ----- | --- |
| 2. 2003 | Oak Ridge, Tennessee, USA | Požár | Během závěrečného testování nové metody zpracování uranu došlo k malé explozi a následnému požáru. K výbuchu došlo v nádobě, která obsahovala vápník, vodu a ochuzený uran. Exotermická reakce způsobila parní explozi, která porušila nádobu, což umožnilo přístup vzduchu a způsobilo požár. Kontaminováni byli tři zaměstnanci. |

## 2010–2019
| Datum      | Místo                              | Typ     | Popis |
| ---------- | ---------------------------------- | ------- | --- |
| 8. 8. 2019 | Zkušební střelnici u Severodvinsku | Exploze | Podle oficiální verze události šlo o nehodu při testu „izotopický zdroj energie pro raketový motor na kapalná paliva“. |